# Patrice Fuchs
Patrice Fuchs (* 16. September 1973 in Schweden) ist eine österreichische Journalistin und Autorin. Von 2003 bis 2004 war sie Vorsitzende der Österreichischen Hochschülerschaft.

## Leben
Fuchs wurde in Schweden geboren und kam im Alter von sechs Jahren nach Österreich. Ein Jahr vor der Matura brach sie die Schule ab und widmete sich danach verschiedenen Kunst- und Kulturprojekten. Mit 24 Jahren legte sie die Studienberechtigungsprüfung ab und begann Psychologie zu studieren. 2007 schloss sie das Studium ab. Parallel dazu hatte sie an der Akademie der Bildenden Künste Wien Fotografie studiert. Fuchs lebt mit ihrem Mann, zwei Kindern und einem Pflegekind in Wien.

## Karriere

### Österreichische Hochschülerschaft
2001 wurde sie Sachbearbeiterin für „Studieren mit Kind“ für die Österreichische Hochschülerschaft und 2003 wurde sie zu deren Bundesvorsitzenden gewählt. Als Vorsitzende gründete sie das „Kunstministerium der ÖH“ als Antwort auf die Abschaffung des Kunstministeriums durch die damalige Bundesregierung. Ein Hauptfokus war die Stütze von jungen studierenden Müttern. Sie selbst war die erste Mutter, die Bundes-ÖH-Vorsitzende wurde und noch während ihrer Vorsitzperiode bekam sie ein zweites Kind. Da ihr Mann die Karenz übernahm, konnte sie den Vorsitz weiterführen.
2009 erschien ihr Buch "Warum Kindergärten Kindern gut tun ". Eine Sammlung von Beiträgen von Eltern und Experten und Expertinnen über Kindergarten-Pädagogik. Dazu fasste sie wichtige internationale Studien über Kindergartenpädagogik und deren Auswirkung auf Kinder zusammen.

### Blogportal
2010 gründete sie außerdem das Blogportal babylog.at, welches sich an werdende Eltern richtete. Im Oktober 2012 wurde Babylog in familierockt.com umbenannt und hatte zwischen 2012 und 2016 auch ein eigenes Printmagazin namens Familie rockt! das vier Mal im Jahr in Wien erschien. Außerdem erschien 2014 der Elterntalk Familie Rockt TV auf dem Wiener Stadtsender W24, der von Patrice Fuchs moderiert wurde.

### Fernsehen
Ab 2006 war sie als TV-Redakteurin und Sendungsverantwortliche (erLesen, Was schätzen Sie?) für den ORF und als DJ für play.fm tätig.
Heute betreibt sie ein Medienhaus namens Familie Rockt Media und produziert Dokumentationen für den ORF und andere Fernsehsender. Ihr Schwerpunkt liegt bei "Generationenthemen". Unter anderem produzierte sie 2016 für ORF3 die historische Dokumentation Kampf der Frauen über die Anfänge der österreichischen Frauenbewegung und Kampf um das Frauenwahlrecht und 2017 den Dreiteiler Österreich Damals, der sich mit der Veränderung der Mode, der Ernährung und der Sexualität um die Jahrhundertwende befasst.
2018 wurde die Dokumentation Sisi, Schratt und Sacher auf ORF3 ausgestrahlt. Sie handelt von Frauen um die Jahrhundertwende, die in einem nicht emanzipierten gesellschaftspolitischen Umfeld versuchen, Selbstbestimmung und Einfluss zu erlangen.
Weitere historische Dokumentationen folgten. 2019 wurde ihr Film "Alfred Adler und die pädagogische Revolution " auf ORF3 erstausgestrahlt. Es ist der erste biografische Film über den Begründer der Individualpsychologie, der den Begriff "Minderwertigkeit" geprägt hat. Alfred Adler war einer der Baumeister der ersten österreichischen Republik und hatte großen Einfluss auf das österreichische Bildungssystem. Zu Lebzeiten war er ein internationaler Star und ebnete den Weg für die Verhaltenstherapie, Soziologie, Gesprächsanalyse und moderne Kindergartenpädagogik.
Der Film wurde für den Fernsehpreis der Erwachsenenbildung nominiert.
2020 produzierte Patrice Fuchs die Podcastreihe "Corona Sorgen Podcast " für die Stadt Wien. Experten und Expertinnen, Wiener und Wienerinnen sprechen über ihre Ängste, Gedanken und Einschätzungen zur Covid19-Pandemie. Der Podcast soll Gefühlen und Gedanken rund um Corona Worte geben und eine psychische Stütze bei der Verarbeitung der Krise sein.
Seit Februar 2018 ist Fuchs Mitglied des Vorstands der vidaflex, einer gewerkschaftlichen Initiative für Ein-Personen-Unternehmen, deren Gründung von Fuchs mit initiiert wurde.
2021 erschienen die historischen Dokumentationen "Wiener Märkte" und "Pikante Filme", 2022 "Prostitution unterm Doppeladler" und "Wiener Grätzl 1-3". 2022 erschien auch, nur wenige Wochen vor Ausbruch des Angriffskriegs Russlands auf die Ukraine, Patrice Fuchs dreiteiliger Podcast für die Stadt Wien über Desinformation und Fake News. Darin spielt Russland eine besonders große Rolle und auch die Gefahrenlage in der Ukraine. 2023 lief die ORF-Dokumentation "Wiener Salons" über die Entwicklung der Salons in Wien und deren herausragender Rolle in Kunst und Politik, die vor allem von Frauen und insbesondere von jüdischen Frauen betrieben wurden. Dazu wurde auch in der lange Zeit verlassenen Villa Jäger auf der Landstraße Hauptstraße 142 gedreht, in der die, historisch wenig aufgearbeitete, Salonière Herta Mautner-Jäger Künstler wie Gustav Klimt oder Kolo Moser empfing. Darüber hinaus war Herta Jäger eine profilierte Frauenrechtlerin, die zum Beispiel für die Kommunalisierung der Kindererziehung eintrat um Frauen am Arbeitsmarkt gleiche Chancen einzuräumen.
Der 2023 auf ORF 3 Zeitgeschichte ausgestrahlte Zweiteiler: "Zwischen Lüge und Wahrheit – Desinformation im letzten Jahrhundert" und "Fotoikonen – die Wahrheit hinter den Bildern" erklärt das Wesen von Desinformation und Propaganda anhand der österreichischen Geschichte. Angefangen von den behördlich gelenkten Fehlinformationen rund um Kronprinz Rudolfs Tod über die Erfindung der sogenannten "Trümmerfrauen" bis hin zur Unterwanderung der österreichischen Medienlandschaft durch ausländische Mächte in der Nachkriegszeit.
Patrice Fuchs wurde für diesen Zweiteiler mit dem TV-Preis der Erwachsenenbildung 2024 ausgezeichnet.
2024 erschien der Dreiteiler "Knödel, Gulasch, Mazze – der Vielvölkerstaat 1-3" auf ORF3, Erbe Österreich. Die dreiteilige Dokumentation erklärt wie die Zuwanderer aus den Kronländern die Residenzstadt beeinflussten, welche politischen Kämpfe sie ausfechten mussten, um hier ihr Dasein fristen zu können und wo man heute noch Spuren des ehemaligen Vielvölkerstaates finden kann. Der Dreiteiler erzielte sehr gute Quoten, was daran liegen könnte, dass viele Wiener und Wienerinnen Wurzeln in den Kronländern haben und sich für die Geschichte ihrer Vorfahren interessieren.